# جاي غلاك
جاي غلاك (بالإنجليزية: Jay Gluck)‏ هو عالم إنسان أمريكي، ولد في 11 يناير 1927 في ديترويت في الولايات المتحدة، وتوفي في 19 ديسمبر 2000 بسبب مرض باركنسون.